# Ansambl Dukat
Ansambl DUKAT je akustični vokalno-instrumentalni ansambl, koji je izvodio starogradsku, narodnu i zabavnu muziku. Za vrlo kratko vreme postao je jedan od vodećih ansambala bivše SFR Jugoslavije.

## Osnivanje ansambla DUKAT
Ansambl DUKAT je stvoren 1. avgusta 1981. po ideji Radivoja Lazića, prof. klarineta i Branimira Vulića, studenta Filološkog fakulteta u Beogradu.
Bilo je to vreme žestoke konkurencije, brojnih popularnih i izuzetno kvalitetnih ansambala poput: Seksteta skadarlija, Narakorda, Đerdana, Tamburice 5, Svilenog konaca i mnogih drugih. Ovaj najmljđi starogradski ansambl toga vremena, veoma brzo uspeva da ispliva na površinu muzičke scene svojom aranžmanskom originalnošću, osobenim stilom, ukusom i kvalitetom.

## Početni koraci ansambla
Početni koraci ansambla vezani su za Etnografski muzej u Beogradu. Svakodnevne duge i naporne popodnevne probe, a potom večernje svirke u boemskoj četvrti Beograda, Skadarliji; po restoranima ili koncertom za prolaznike, ispred spomen kuće Đure Jakšića.
Ansambl je vodio i uvežbavao klarinetista Radivoj Lazić, tragajući za starim vrednim, do tada neizvođenim kompozicijama. Komponovao je i pisao mnoge pesme za svoj ansambl.
Već posle prvog meseca rada, ansambl DUKAT je imao uspešan solistički koncert na Kolarcu koji je vodio pokojni Mirko Alvirović.

## Dalji rad i uspesi
Odmah po snimanju prve LP ploče, OD NOĆAS(PGP RTS 1982), ansambl DUKAT dobija brojne angažmane u zemlji (Srbija, Slovenija, Hrvatska, Crna Gora, Bosna, Makedonija) i predstavljali svoju zemlju u zemljama Evrope Nemačka (Berlin),  Švajcarska (Cirih), Severne i Južne Amerike (Njujork i Santijago de Čile)...
Snima brojne radio  i najudarnije TV emisije (Folk parada, Stara kočija, Nedeljno popodne, Spomenar,  Tiho noći ...). Svira mnogim poznatim ličnostima naših i stranih prostora i nastupa na značajnim koncertima, proslavama i svečanostima.

## Nagrade na festivalima
Ansambl DUKAT je godinama nastupao na mnogim domaćim festivalima: Niška jesen – Veče gradskih pesama i romansi, Beogradsko proleće... i osvajao i nagrade.
Na Beogradskom proleću 1992, osvojio je II nagradu publike kompozicijom NEK’ ZASVIRA TAMBURA, za koju je muziku i tekst napisao Toma Križmanić, a aranžman Radivoj Lazić.
Na istom tom festivalu 10. maja 1993, ansambl DUKAT je osvojio I nagradu publike kompozicijom U BAŠTI BEOGRADA, za koju je muziku, tekst napisao Radivoj Lazić, a aranžman uradio Mirko Šouc.

## Bivši članovi ansambla DUKAT
Ranko Jovanov
Milan Đukić
Goran Pitić
Darkо Stefanović
Žarkо Bulaić
Dušan Simović
Jovicа Milić
Joca Španović
Ljubiša Srećković
Siniša Zlatić
Duško Jovanović
Ilija Nikolić
Dragan Živković
Aleksandar Šarović

## Spoljašnje veze
- Zvanični sajt ansambla DUKAT
- Youtube kanal - Ansambl DUKAT
- II LP Ploča ansambla DUKAT - NEK' TIHO SVIRA...